# Viện trợ nước ngoài trong Chiến tranh Việt Nam
Chiến tranh Việt Nam là một trong những cuộc chiến tốn kém nhất trong lịch sử nhân loại vào thời điểm nó diễn ra. Những quốc gia có sự can thiệp sâu rộng như Hoa Kỳ, Liên Xô, Trung Quốc, Hàn Quốc,... đều có các mục tiêu cùng toan tính riêng theo từng thời điểm. Khối lượng viện trợ được gia tăng dần theo quy mô cuộc chiến.
Viện trợ nước ngoài đã có ảnh hưởng to lớn đến tình hình chiến tranh và đời sống của nhân dân hai miền Việt Nam. Không những viện trợ vật chất mà các bên còn viện trợ nhân lực, chuyên gia và còn đưa quân lính tham chiến trực tiếp (như Hoa Kỳ, Hàn Quốc, Úc,...). Viện trợ nước ngoài thay đổi theo từng thời kỳ và có tầm ảnh hưởng quyết định đến chiến tranh, hình thái chiến tranh, xây dựng và phát triển nền kinh tế của hai miền.
Hoa Kỳ viện trợ cho Việt Nam Cộng hòa cũng như trực tiếp hoạch định các chiến lược, chỉ đạo chiến thuật, thậm chí còn đem quân chính quy tới tham chiến trực tiếp. Trong khi đó Việt Nam Dân chủ Cộng hòa nhận được sự giúp đỡ vật chất từ Trung Quốc, Liên Xô và khối các nước xã hội chủ nghĩa, nhưng điều khác biệt là Việt Nam Dân chủ Cộng hòa duy trì tính độc lập trong các mục tiêu chính trị và không để các nước này can thiệp vào kế hoạch chiến lược của họ.

## Viện trợ kinh tế

### Việt Nam Dân chủ Cộng hòa
| Viện trợ của khối Xã hội chủ nghĩa cho VNDCCH 1970-74 (ước tính của Hoa Kỳ) | Viện trợ của khối Xã hội chủ nghĩa cho VNDCCH 1970-74 (ước tính của Hoa Kỳ) |
| Năm                                                                         | Viện trợ kinh tế (triệu USD)                                                |
| --------------------------------------------------------------------------- | --------------------------------------------------------------------------- |
| 1970                                                                        | 675-695                                                                     |
| 1971                                                                        | 695-720                                                                     |
| 1972                                                                        | 425-440                                                                     |
| 1973                                                                        | 575-605                                                                     |
| 1974                                                                        | 409                                                                         |
| 1975                                                                        | 372                                                                         |

Qua 20 năm, Liên Xô, Trung Quốc và các nước xã hội chủ nghĩa đã viện trợ cho Việt Nam Dân chủ Cộng hòa tổng khối lượng hàng hóa là 2.362.581 tấn; quy đổi thành tiền là hơn 7 tỷ Rúp (tương đương 6,8 tỷ USD), trong đó khoảng một nửa là viện trợ quân sự, nửa còn lại là viện trợ kinh tế.

### Việt Nam Cộng hòa
Qua 20 năm, lượng kinh tế mà Hoa Kỳ viện trợ cho Việt Nam Cộng hòa là hơn 10 tỷ USD (thời giá 1960). Nếu tính cả chi tiêu tại chỗ của binh lính Hoa Kỳ, Hàn Quốc, Úc, Thái Lan,... đóng tại Nam Việt Nam (lên tới vài trăm triệu USD mỗi năm và cũng do Mỹ chi trả) thì tổng lượng tiền mà Mỹ đổ vào kinh tế Việt Nam Cộng hòa lên tới trên 20 tỷ USD (thời giá 1960), tương đương 140 tỷ USD theo thời giá 2015.
Hỗ trợ tài chính của Hoa Kỳ cho Việt Nam Cộng hòa chính là các khoản viện trợ kinh tế bao gồm viện trợ thương mại (nhằm hỗ trợ nhập khẩu và hỗ trợ ngân sách nhà nước), viện trợ nông phẩm (dưới hình thực hiện vật là các lương thực và thực phẩm), viện trợ theo dự án (có thể bằng tiền hoặc hiện vật cho từng dự án cụ thể trong các lĩnh vực hành chính, xã hội, kinh tế-văn hóa).
Nếu xét theo tính chất cho vay hoặc cho không, thì phần lớn viện trợ kinh tế của Hoa Kỳ cho VNCH là viện trợ cho không (không hoàn lại), viện trợ cho vay trong 20 năm từ 1955 đến 1975 chỉ chưa đến 200 triệu USD. Các khoản cho vay lớn của Hoa Kỳ giúp VNCH đóng tiền gia nhập Quỹ Tiền tệ Quốc tế (4 triệu USD năm 1956), đổi mới hệ thống viễn thông (6,8 triệu USD năm 1958-1959), phát triển đội tàu hỏa (9,7 triệu USD năm 1959, 9,7 triệu USD năm 1961), mở rộng hệ thống dẫn nước từ sông Đồng Nai về Sài Gòn (17,5 triệu USD năm 1960), xây dựng một nhà máy nhiệt điện ở Thủ Đức (12,7 triệu USD năm 1961), hỗ trợ chương trình Người cày có ruộng (5 triệu USD năm 1970).
Trải qua 21 năm, khối lượng viện trợ kinh tế mà Hoa Kỳ cho Việt Nam Cộng Hòa là rất lớn, đạt hơn 10 tỷ USD (thời giá thập niên 1960). Đây là con số viện trợ kinh tế cao nhất của Hoa Kỳ so với bất cứ nước nào khác trên thế giới kể từ sau Chiến tranh thế giới thứ hai. Ví dụ, Ấn Độ trong 20 năm (1950 - 1970) được Hoa Kỳ viện trợ 9,3 tỷ USD (trong khi dân số Ấn Độ lớn hơn 20 lần); Philippines trong 22 năm được viện trợ gần 2 tỷ USD (1945 - 1967); Thái Lan nhận được gần 1,2 tỷ USD, Indonesia nhận được gần 1 tỷ USD. Ở châu Phi, tính suốt trong 25 năm (1946 - 1970) tổng số viện trợ Hoa Kỳ cho tất cả các nước chỉ là 4,9 tỷ USD. Tại Nam Việt Nam, "thu nhập quốc dân chưa bao giờ vượt quá 2 tỷ USD/năm, nhưng trong 5 năm cuối cùng (1971 - 1975), viện trợ Hoa Kỳ hàng năm đạt hơn 2 tỷ USD/năm, tức là lớn hơn tổng số của cải do miền Nam Việt Nam làm ra".
Tuy nhiên, phần lớn những khoản viện trợ kinh tế cho Việt Nam Cộng Hòa thực ra lại được Hoa Kỳ thu hồi lại. Ví dụ, trong 6,1 tỷ USD viện trợ trong tài khoá 1960 - 1961, có 4,8 tỷ USD (80%) được chi ngay ở Mỹ. Sở dĩ như vậy vì phần lớn hàng hóa viện trợ quân sự được mua từ chính các công ty Mỹ. Nếu không viện trợ cho Việt Nam Cộng Hòa, xuất khẩu của nước Mỹ sẽ tụt 12%, nông phẩm dư thừa tăng lên rất nhanh. Vì vậy, viện trợ cho Việt Nam Cộng Hòa thực ra cũng chính là tiền trợ cấp cho nền kinh tế Mỹ.
Nhà báo người Mỹ William J. Lederer, trong chuyến điều tra năm 1968, đã nhận thấy Việt Nam Cộng Hòa sử dụng viện trợ rất phung phí và kém hiệu quả. Ông nhận xét: "... Kẻ thù tồi tệ nhất của Mỹ trong chiến tranh Việt Nam là nạn tham nhũng của Việt Nam Cộng Hòa. Hàng tỷ USD viện trợ kinh tế và quân sự của Mỹ đã bị tham ô rồi bán ra chợ đen. Ông đã chứng kiến những kho hàng lậu đầy ắp hàng hóa và vũ khí quân dụng, có tới cả 1.000 khẩu súng trường, bao gồm cả loại M16 hiện đại. Chính phủ Hoa Kỳ biết rõ vấn nạn này, nhưng họ làm ngơ,... Tôi thấy Hoa Kỳ sẽ bị đánh bại như thế nào - không phải chỉ bằng sức mạnh của đối phương, mà bởi chính những sai lầm, sự bất lực của chính mình". Quy mô buôn lậu lên tới hàng tỷ USD, với sự tham gia của đầu đủ các thành phần: quan chức và doanh nhân Việt Nam Cộng hòa, thương nhân Mỹ, Đài Loan, binh lính Mỹ, Hàn Quốc, Philippines,... Ngay cả Mặt trận Dân tộc Giải phóng cũng tận dụng thị trường chợ đen, tại đây họ mua hàng hóa của Mỹ để đánh lại chính quân đội Mỹ.
Chính phủ Việt Nam sau này đã thu hồi được 5,7 tấn vàng từ các ngân hàng ở Thuỵ Sĩ và Tiệp Khắc và tiếp quản thêm 16 tấn vàng trong tầng hầm của Ngân hàng Quốc gia Việt Nam. Ông Lữ Minh Châu, một cán bộ Mặt Trận Giải Phóng Miền Nam, đã từng thâm nhập vào sâu trong hệ thống ngân hàng ở miền Nam thời đó nên nắm rõ về các kho chứa tiền. Tổng dự trữ ngoại hối của Sài Gòn là tương đối lớn tính theo thời giá lúc bấy giờ với khoảng 252,2 triệu USD, số dư có 138.798.820 USD do Ngân hàng Quốc gia và 26 ngân hàng thương mại gửi ở nước ngoài mà chủ yếu là Mỹ và Thụy Sĩ. Tuy nhiên sau 1975, Mỹ đã phong tỏa hơn 97 triệu USD trong số này.
Cho đến khi sụp đổ, Việt Nam Cộng hòa còn nợ Hoa Kỳ 85 triệu USD, khoản nợ này còn tăng dần qua các năm do phải tính lãi suất. Ngày 7 tháng 4 năm 1997, chính phủ Việt Nam đã trả cho Hoa Kỳ khoản nợ 145 triệu USD của Việt Nam Cộng hòa (bao gồm 85 triệu USD nợ gốc, còn lại là tiền lãi và chi phí phát sinh trượt giá) như một điều kiện để xúc tiến ngoại giao. Giá vàng ngày 7/4/1997 tại Mỹ là 348,05 USD/Ounce, tính ra thì 145 triệu USD tương đương với 12.958 kg vàng.
| Năm  | Tổng viện trợ triệu USD | Quy đổi tỉ giá 2017 tỉ USD | Bình quân đầu người USD | Bình quân đầu người Đồng | Năm  | Tổng viện trợ triệu USD | Quy đổi tỉ giá 2017 tỉ USD | Bình quân đầu người USD | Bình quân đầu người Đồng |
| 1955 | 322,4                   | 2,915                      | 28,03                   | 981,22                   | 1966 | 793,9                   | 6,027                      | 47,47                   | 4.936,95                 |
| 1956 | 210,0                   | 1,892                      | 16,33                   | 571,54                   | 1967 | 666,6                   | 4,892                      | 38,85                   | 4.195,33                 |
| 1957 | 282,2                   | 2,469                      | 21,38                   | 748,43                   | 1968 | 651,1                   | 4,637                      | 36,89                   | 4.352,96                 |
| 1958 | 189,0                   | 1,607                      | 14,04                   | 491,35                   | 1969 | 560,5                   | 3,812                      | 30,97                   | 3.654,09                 |
| 1959 | 207,4                   | 1,733                      | 15,01                   | 525,44                   | 1970 | 655,4                   | 4,197                      | 33,63                   | 3.968,45                 |
| 1960 | 181,8                   | 1,493                      | 12,92                   | 542,17                   | 1971 | 778,0                   | 4,719                      | 38,71                   | 4.567,36                 |
| 1961 | 152,0                   | 1,231                      | 10,45                   | 365,71                   | 1972 | 587,7                   | 3,452                      | 28,46                   | 10.131,78                |
| 1962 | 156,0                   | 1,255                      | 10,45                   | 627,05                   | 1973 | 531,2                   | 3,018                      | 25,06                   | 12.377,96                |
| 1963 | 195,9                   | 1,556                      | 12,74                   | 764,39                   | 1974 | 657,4                   | 3,435                      | 30,16                   | 19.088,72                |
| 1964 | 230,6                   | 1,802                      | 14,62                   | 876,97                   | 1975 | 240,9                   | 1,121                      | 10,43                   | --                       |
| 1965 | 290,3                   | 2,246                      | 17,81                   | 1.068,65                 |      |                         |                            |                         |                          |

Ghi chú: Mức viện trợ bình quân đầu người được tính bằng cách lấy tổng viện trợ chia cho dân số VNCH cùng năm. Mức viện trợ tính bằng tiền Đồng tính bằng cách lấy mức viện trợ tính bằng USD nhân với tỷ giá hối đoái chính thức giữa tiền VNCH và USD.
Nguồn: Số liêu về tổng viện trợ lấy từ Dacy (1986), bảng 10.2, trang 200; Số liệu về dân số VNCH lấy từ Trần Văn Thọ chủ biên (2000), bảng 1.1, trang 238; Số liệu về tỷ giá hối đoái lấy từ Dacy (1986), bảng 9.5, trang 190.

### Các nước khác
Hàn Quốc đã gửi khoảng 325.000 quân nhân sang tham chiến cùng Hoa Kỳ để đổi lấy những khoản viện trợ từ chính phủ nước này. Có khoảng 5.000 binh lính Hàn Quốc tử trận và 11.000 người khác bị thương trong suốt cuộc chiến.
Quân đội Hàn Quốc bị cáo buộc gây ra một danh sách dài tội ác chiến tranh bao gồm nhiều vụ thảm sát thường dân khi tham chiến (Hàn Quốc thống kê lính của họ đã làm tổng cộng khoảng 41.000 người Việt Nam bị coi là Việt Cộng thiệt mạng). Đổi lại, chính phủ Hoa Kỳ tài trợ mọi khoản chiến phí và trả tiền lương cho binh lính Hàn Quốc. Tổng cộng Hoa Kỳ đã viện trợ hoặc cho Hàn Quốc vay khoảng 10 tỷ USD (tương đương 70 tỷ USD theo thời giá 2017) từ năm 1946 tới năm 1978. Trong đó nhiều nhất là trong giai đoạn 1965-1972. Trong 8 năm này, Hàn Quốc nhận được 5 tỷ USD viện trợ (tương đương 35 tỷ USD theo thời giá 2017), nhiều gấp 3 lần mức viện trợ giai đoạn trước. Trong hai năm đầu (1965-1966), thu nhập từ cuộc chiến ước tính chiếm khoảng 40% thu nhập ngoại hối của Hàn Quốc. Một số học giả cho rằng số tiền thu được từ cuộc chiến chiếm từ 7-8% GDP của Hàn Quốc trong những năm 1966-1969. Số tiền viện trợ được chính phủ Hoa Kỳ chuyển thẳng cho chính phủ Hàn Quốc dưới những hình thức bán công khai như trợ cấp quốc phòng, hợp đồng dân sự, chuyển giao công nghệ hay ưu đãi thị trường bởi các tổng thống Johnson và Nixon.
Nhờ viện trợ và tiền lương của Mỹ trả cho binh lính Hàn Quốc tham chiến ở Nam Việt Nam, kinh tế Hàn Quốc phát triển nhanh chóng. Chỉ trong 10 năm từ 1964 tới 1974, GNP bình quân của Hàn Quốc đã tăng hơn 5 lần (từ 103 USD lên 541 USD). Tuy nhiên, rất nhiều máu cũng đã đổ khi Hàn Quốc tham chiến ở Nam Việt Nam và nhiều ý kiến khẳng định rằng những tổn thất sinh mạng đó đã góp phần không nhỏ cho sự phát triển sau này. Trong bài phát biểu nhân "Ngày tưởng niệm" (6/6/2017), tổng thống Hàn Quốc Moon Jae-in tái khẳng định:
"Nền kinh tế Hàn Quốc đã tồn tại được là nhờ vào sự cống hiến và hy sinh to lớn của những người lính tham gia chiến tranh Việt Nam!"
Nhật Bản cũng được hưởng lợi do chính phủ Mỹ đã có hàng loạt đơn đặt hàng với các công ty của Nhật Bản để sản xuất trang bị và các đồ quân dụng khác. Từ năm 1950 đến 1969, Nhật Bản đã thu được 10,2 tỷ USD các đơn đặt hàng của Mỹ (tương đương hơn 80 tỷ USD theo thời giá 2020). Trong giai đoạn này, 34% tổng giá trị hàng xuất khẩu sang Mỹ và 30% giá trị hàng nhập của Nhật Bản là từ thị trường Mỹ. Có thể nói nhu cầu về hàng hóa của Mỹ cho cuộc chiến tranh ở Việt Nam đã cung cấp nguồn thu rất cần thiết để kinh tế Nhật Bản tái thiết và được coi là một "ngọn gió thần" đối với nền kinh tế nước này.
Kinh tế Singapore cũng được hưởng lợi từ việc bán nhu yếu phẩm, nhiên liệu, vũ khí và phương tiện chiến tranh cho quân đội Mỹ ở Nam Việt Nam. Riêng xăng dầu và nhiên liệu, mỗi tháng Singapore bán cho Mỹ lượng hàng trị giá 600 triệu USD, thu nhập từ việc làm hậu cần cho quân đội Mỹ chính là nguồn lực ban đầu giúp Singapore xây dựng kinh tế đất nước.

## Viện trợ quân sự
Hầu như toàn bộ vũ khí, khí tài quân sự, quân trang, quân dụng dùng cho chiến tranh Việt Nam của cả hai bên đều do nước ngoài viện trợ.
| Chủng loại                        | Việt Nam Cộng hòa (số lượng còn lại đến 1975, chưa tính số bị phá hủy trước đó)  | Việt Nam Dân chủ Cộng hòa                       |
| Súng bộ binh                      | 1.900.000                                                                        | 3.608.863                                       |
| Máy bay phản lực                  | 1.200                                                                            | 458                                             |
| Trực thăng                        | 600                                                                              | Không có số liệu, chừng vài chục                |
| Xe tăng và xe thiết giáp          | 2.074                                                                            | 2.210 (gồm 1.249 xe tăng và 961 xe thiết giáp)  |
| Tên lửa phòng không               | Không rõ                                                                         | 95 hệ thống SA-2                                |
| Súng cối                          | 14.900                                                                           | Chừng vài ngàn                                  |
| Súng phóng lựu                    | 47.000                                                                           | Không được trang bị                             |
| Pháo các loại                     | 1.532 (chỉ tính đại bác cỡ 105 mm trở lên, chưa tính pháo cỡ nhỏ và pháo cao xạ) | 6.271 (2.428 pháo mặt đất và 3.843 pháo cao xạ) |
| Xe cơ giới các loại               | 56.000                                                                           | 16.116                                          |
| Máy thông tin                     | 50.000 (vô tuyến) 70.000 (hữu tuyến)                                             | Không có số liệu                                |
| Bệ phóng tên lửa                  | Không có trang bị                                                                | 1.357                                           |
| Tàu chiến                         | Khoảng 700                                                                       | Không có số liệu, chừng vài chục                |
| Tổng giá trị viện trợ (1955-1975) | ~16,76 tỷ USD                                                                    | ~3,5 tỷ USD                                     |

### Việt Nam Cộng hòa
Viện trợ quân sự Mỹ cho Việt Nam Cộng hòa (tính riêng từ năm 1973 tới 1975):
| Giai đoạn          | Trị giá (triệu đô la) |
| ------------------ | --------------------- |
| Tài khóa 1972-1973 | 1.614                 |
| Tài khóa 1973-1974 | 1.026                 |
| Tài khóa 1974-1975 | 700                   |

Theo nguồn do Việt Nam thống kê thì tổng viện trợ cho VNCH từ 1954 đến 1975 là trên 26 tỷ USD, trong đó có 16 tỷ USD viện trợ quân sự, 6 tỷ viện trợ khoa học-kỹ thuật, 1,6 tỷ viện trợ nông phẩm, 2,4 tỷ dưới hình thức đổi tiền. Từ khi Mỹ rút lui thì viện trợ cũng giảm, từ 1.614 triệu USD năm 1972-1973 xuống 1.026 triệu USD năm 1973-1974 và 701 triệu USD năm 1974-1975 nên dù quân số tăng từ 700.000 lên hơn 1 triệu, quân lực Việt Nam Cộng hòa vẫn không mạnh lên là bao. Ngoài viện trợ chính thức còn phải kể đến chi tiêu tại chỗ của lính Mỹ, hàng năm đã đổ thêm cả tỷ USD vào miền Nam Việt Nam (trung bình mỗi lính Mỹ được trả 800 USD/tháng), gấp 2-3 lần tổng GDP của cả tám triệu dân do VNCH kiểm soát.
Tài khóa 1975 là năm Hoa Kỳ viện trợ quân sự ít nhất cho Việt Nam Cộng hòa, số viện trợ là 700 triệu USD. Tuy nhiên, số tiền này vẫn cao gấp hai lần lượng viện trợ mà Việt Nam Dân chủ Cộng hòa nhận được từ Trung Quốc và Liên Xô cộng lại. CIA ước tính con số 1,7 tỉ USD viện trợ quân sự Mỹ trong năm 1974 là gấp 4 lần lượng viện trợ mà Việt Nam Dân chủ Cộng hòa nhận được từ Liên Xô và Trung Quốc trong cùng năm đó.
Theo nguồn của Hoa Kỳ thì tổng viện trợ quân sự cho VNCH từ 1955 đến 1975 là 16,762 tỉ USD, trong đó niên khóa 1972-1973 nhận được cao nhất là 3,349 tỉ USD. Lượng viện trợ quân sự mà Mỹ dành cho Việt Nam Cộng hòa cao gấp gần 5 lần so với lượng viện trợ mà Việt Nam Dân chủ Cộng hòa nhận được từ Liên Xô, Trung Quốc và các nước khối xã hội chủ nghĩa khác (~3,5 tỷ USD).
Tổng cộng Mỹ đã viện trợ 2.750 máy bay và trực thăng các loại của Không lực VNCH. Chỉ có 308 chiếc sống sót qua chiến tranh (240 chiếc bay thoát sang Thái Lan hoặc ra tàu sân bay Mỹ, 68 chiếc được gửi về Mỹ), hơn 2.440 chiếc còn lại đã bị bắn rơi, phá hủy hoặc bị tịch thu. Trong số đó, 877 chiếc máy bay và trực thăng đã bị Quân đội Nhân dân Việt Nam tịch thu vào năm 1975.
Đầu năm 1973, dự trữ đạn của Việt Nam Cộng hòa đạt mức 165.000 tấn. Sự viện trợ rất lớn, cùng với việc Mỹ đã để lại căn cứ, trang bị, vũ khí... đã giúp quân lực Việt Nam Cộng hòa tăng cường đáng kể lực lượng (lục quân, không quân đứng hạng 4 thế giới còn hải quân đứng hạng 9 về quy mô). Trong chiến dịch mùa xuân năm 1975, CIA ước tính quân Giải phóng đã thu được khoảng 130.000 tấn đạn dược trong các kho của Việt Nam Cộng hòa, gấp nhiều lần so với dự trữ đạn dược mà quân Giải phóng chuẩn bị cho Chiến dịch Hồ Chí Minh (khoảng 25.000 tấn). Một tướng Mỹ nói: "Chúng ta mà viện trợ quân sự nhiều cỡ này cho Bắc Việt Nam thì họ có thể đánh nhau với chúng ta đến hết thế kỷ".
Số vũ khí và viện trợ trên chỉ chiếm một phần nhỏ trong tổng chiến phí của Mỹ ở Việt Nam. Nó chưa bao gồm số vũ khí và chiến phí do quân đội Mỹ trực tiếp sử dụng trong giai đoạn tham chiến trực tiếp 1964-1973, mà theo thống kê là trên 111 tỷ USD chi phí trực tiếp, tương đương 686 tỷ USD theo thời giá 2008. Mặt khác, nếu tính cả chi phí trong giai đoạn 1954-1963, nhà kinh tế Steven ước tính tổng chi tiêu cuối cùng của Mỹ cho cuộc chiến tranh Việt Nam sẽ lên tới 925 tỷ USD; gấp 3,8 lần chi phí của Mỹ trong Chiến tranh thế giới thứ nhất và chỉ đứng sau chi phí của Mỹ cho Chiến tranh thế giới thứ hai. Tính riêng năm 1968, chi phí cho cuộc chiến Việt Nam đã tiêu tốn 2,3% GDP của Mỹ.
Một tính toán mới hơn cho thấy chính phủ Mỹ đã phải tiêu tốn 168 tỷ USD chiến phí tại Việt Nam (tương đương 950 tỷ USD theo thời giá 2011), bao gồm 111 tỷ USD chiến phí trực tiếp giai đoạn 1965-1972, 28,5 tỷ USD viện trợ cho chế độ Sài Gòn và 28,5 tỷ USD chi phí khác. Nếu tính cả chi phí trợ cấp, điều trị y tế cho cựu binh Mỹ (khoảng 350 tới 900 tỷ USD theo thời giá 2011) thì nước Mỹ đã tốn kém tới 1.200 - 1.800 tỷ USD cho cuộc chiến tại Việt Nam. Từ 1970 đến 2013, chính phủ Mỹ đã phải trợ cấp 270 tỷ USD cho các cựu binh tham chiến ở Việt Nam hoặc gia đình họ (nếu người lính đó tử trận hoặc mất tích), riêng năm 2012 là 22 tỷ USD, gần gấp đôi quy mô ngân sách dành cho FBI.
| Chi phí quân sự trực tiếp | Viện trợ quân sự cho VNCH | Viện trợ kinh tế cho VNCH (chưa kể viện trợ qua đổi tiền) | Tổng chi phí   | Quy đổi theo thời giá năm 2015 |
| ------------------------- | ------------------------- | --------------------------------------------------------- | -------------- | ------------------------------ |
| 111 tỷ đôla               | 16,138 tỷ đôla            | 7,315 tỷ đôla                                             | 134,53 tỷ đôla | 1.020 tỷ đôla                  |

### Việt Nam Dân chủ Cộng hòa

#### Tiền mặt
Cho đến nay vẫn chưa có số liệu chính thức công bố số tiền mặt viện trợ cho Việt Nam Dân chủ Cộng hòa từ phía nhà nước Việt Nam, nhưng theo Nguyễn Nhật Hồng (trưởng bộ phận B29):
"Toàn bộ tiền viện trợ và tiền giúp đỡ của quốc tế cho Việt Nam đánh Mỹ đều tập trung về một đầu mối là B29,... Từ 1965 đến 1975, B29 đã tiếp nhận Sáu trăm bảy mươi tám triệu bảy trăm ngàn đô la Mỹ (số tròn)(678.700.000 USD), trong đó hơn sáu trăm hai sáu triệu đô la là tiền viện trợ đặc biệt, hơn hai mươi bốn triệu đô la là tiền của các tổ chức và nhân dân quốc tế ủng hộ, gần 21 triệu đô la là tiền lãi kinh doanh chuyển đổi và gửi ngoại tệ ở nước ngoài, gần bảy triệu rưỡi đô la là lãi từ tiền dự trữ của chiến trường sau giải phóng,...".

#### Hàng hóa
Qua 20 năm, Liên Xô, Trung Quốc và các nước xã hội chủ nghĩa đã viện trợ cho Việt Nam Dân chủ Cộng hòa tổng khối lượng hàng hóa là 2.362.581 tấn; quy đổi thành tiền là hơn 7 tỉ Rúp (tương đương 7 tỉ USD, trong đó hơn một nửa là viện trợ quân sự). Ngoài một số như máy bay, tên lửa chỉ dùng ở miền bắc còn lại đều chuyển vào miền Nam qua đường Trường Sơn.
Trong 4 năm (1961-1964), Việt Nam nhận 70.295 tấn hàng quân sự, trong đó hàng của Liên Xô là 47.223 tấn. Liên Xô viện trợ 12 tàu phóng ngư lôi cỡ nhỏ và 4 tàu chống ngầm cỡ nhỏ vào năm 1961. Từ năm 1962 đến đầu năm 1965, Liên Xô đã viện trợ số lượng vũ khí, phương tiện, trang bị trị giá khoảng 200 triệu đô la Mỹ. Về huấn luyện, tính đến tháng 4-1964, đã có 1.450 cán bộ quân sự Việt Nam được gửi sang học ở 31 trường quân sự của Liên Xô (91 cán bộ cấp tá, 546 cấp úy, 135 người học ngành chính trị, 354 người học ngành kỹ thuật và các ngành khác, 48 người học ngành y), trong khi đã có 44 chuyên gia quân sự Liên Xô (có hai người cấp tướng) sang Việt Nam công tác.
Giai đoạn 1965-1971, theo số liệu của các nhà nghiên cứu Nga, tổng giá trị viện trợ quân sự của Liên Xô cho Việt Nam là 1 tỷ 579 triệu USD, tức mỗi năm viện trợ trung bình đạt 220 triệu USD. Năm 1965, giá trị viện trợ quân sự của Liên Xô cho Việt Nam là 210 triệu đô la Mỹ, chiếm 60% tổng viện trợ của các nước cho Việt Nam. Tổng trị giá viện trợ quân sự tính riêng trong 2 năm từ tháng 1-1966 đến tháng 12-1967 là 500 triệu Rúp (xấp xỉ 550,5 triệu USD). Năm 1967, theo Báo cáo thường niên của Bộ Ngoại giao Liên Xô (12-1967), đây là năm Liên Xô cung cấp viện trợ cao nhất cho Việt Nam với 416 triệu rúp (khoảng 430 triệu USD). Báo cáo của Quân ủy Trung ương thuộc Bộ Quốc phòng Việt Nam cho thấy: "Liên Xô viện trợ nhiều nhất vào hai năm 1965 - 1967, có nhiều loại vũ khí tương đối hiện đại, nhưng phần lớn đã qua sử dụng, trừ MiG-21, ĐKZ-B, cao xạ 23 ly, xe kéo pháo bánh xích, ô tô". Năm 1968, Liên Xô viện trợ cho Việt Nam 357 triệu Rúp (tương đương 369,7 triệu đô la), chiếm 2/3 tổng toàn bộ viện trợ của các nước cho Việt Nam. Tính chung trong 4 năm 1965-1968, khối lượng Liên Xô viện trợ là 226.969 tấn.
Đầu năm 1965, Bộ Quốc phòng Việt Nam đề nghị Liên Xô viện trợ 200 khẩu súng máy cao xạ 14,5 ly; 48 khẩu pháo cao xạ 100mm; 24 khẩu pháo 130 mm; 50 xe tăng T-54, 31 xe tăng lội nước PT-76; 152 khẩu pháo cao xạ 57mm; 20 máy bay MiG-17; 8 máy bay IL-28, 12 máy bay An-2, 6 tàu phóng ngư lôi cỡ nhỏ, 4 tàu vớt mìn, 680 máy vô tuyến điện,... Phía Liên Xô cơ bản nhất trí và đã nhanh chóng chuyển hàng. Liên Xô còn đề nghị gửi một số đơn vị sang Việt Nam trực tiếp chiến đấu với Mỹ, bao gồm một lữ đoàn tên lửa phòng không, hai trung đoàn pháo phòng không và các đơn vị kỹ thuật bảo đảm, một đơn vị máy bay MiG-21, một tiểu đoàn địa hình, một tiểu đoàn trinh sát kỹ thuật. Các đơn vị trên khi sang Việt Nam sẽ do phía Việt Nam giao nhiệm vụ chiến đấu, mọi chi phí sẽ do Liên Xô đảm bảo, phía Việt Nam có trách nhiệm bảo vệ an ninh, thời gian sang Việt Nam chiến đấu là một năm. Tuy nhiên, phía Việt Nam đã từ chối đề nghị do muốn tự lực chiến đấu, không muốn cầu viện quân đội nước khác.
Các năm 1970-1971, viện trợ quân sự của Liên Xô bắt đầu giảm. Năm 1970, giá trị viện trợ là 240 triệu Rúp; năm 1971 là 89 triệu Rúp. Đến giữa năm 1971, Bộ Quốc phòng Việt Nam đề nghị một danh mục viện trợ vũ khí trị giá khoảng 300 triệu Rúp cho năm 1972, Liên Xô chỉ chấp thuận giá trị viện trợ khoảng 150 triệu Rúp. Tính chung giai đoạn 1969-1972, tổng viện trợ của Liên Xô dành cho Việt Nam là 143.793 tấn.
Theo số liệu thống kê của Liên Xô, từ ngày 11-7-1965 đến ngày 31-12-1974, số quân nhân Liên Xô từng sang Việt Nam để giúp quân đội Việt Nam huấn luyện sử dụng vũ khí, xây dựng công trình,... là 6.359 tướng lĩnh, sĩ quan và hơn 4.500 hạ sĩ quan, binh sĩ. Đến hết năm 1975, Liên Xô đào tạo cho 13.500 quân nhân Việt Nam trong các trường quân sự của Liên Xô.
| Viện trợ của khối Xã hội chủ nghĩa cho VNDCCH (ước tính của Hoa Kỳ) | Viện trợ của khối Xã hội chủ nghĩa cho VNDCCH (ước tính của Hoa Kỳ) |
| Năm                                                                 | Viện trợ quân sự (triệu USD)                                        |
| ------------------------------------------------------------------- | ------------------------------------------------------------------- |
| 1970                                                                | 205                                                                 |
| 1971                                                                | 315                                                                 |
| 1972                                                                | 750                                                                 |
| 1973                                                                | 330                                                                 |
| 1974                                                                | 400                                                                 |
| Tổng cộng 1970-74                                                   | 2.000                                                               |

Giai đoạn 1970-1974, tài liệu của CIA đưa ra những con số ước tính trong biểu đồ, theo đó giai đoạn này VNDCCH nhận được khoản 2 tỷ USD viện trợ. Còn theo thống kê của VNDCCH thì giá trị viện trợ quân sự thực tế của họ sau 1973 thấp hơn nhiều so với ước tính của Mỹ, bởi Trung Quốc đã dừng cấp viện trợ (theo thỏa thuận trong Thông cáo Thượng Hải với Mỹ). Trong 2 năm 1973-1974, tổng cộng VNDCCH nhận được 114.532 tấn viện trợ quân sự, trị giá 339.355.353 Rúp (~330 triệu USD), chỉ bằng 19% so với 2 năm 1971-1972.
Có những lúc Việt Nam Dân chủ Cộng hòa từ chối nhận viện trợ nếu khoản viện trợ đó đi kèm những điều kiện mà họ không chấp nhận. Khi Trung Quốc đề nghị viện trợ 500 chiếc xe vào Trường Sơn với điều kiện lái xe là người Trung Quốc, Tổng Bí thư Lê Duẩn đã không đồng ý nhận bất cứ một chiếc xe nào. 
Để tăng cường năng lực hậu cần của mình, ngay từ năm 1957, VNDCCH đã tự tổ chức sản xuất vũ khí và phương tiện để giảm bớt phụ thuộc vào viện trợ. Trong 3 năm 1973 đến 1975, VNDCCH đã tự sản xuất được 3.409 tấn vũ khí đạn dược, 1.863 tấn phụ tùng xe, máy và 26.074 tấn quân trang, quân dụng khác.
Khối lượng hàng quân sự Liên Xô, Trung Quốc và khối các nước xã hội chủ nghĩa viện trợ cho Việt Nam Dân chủ Cộng hòa từ năm 1955 đến 1975, qua từng giai đoạn như sau:
| Giai đoạn           | Tổng số (tấn) | Hàng hậu cần (tấn) | Vũ khí, trang bị kỹ thuật (tấn) | Liên Xô (tấn) | Trung Quốc (tấn) | Các nước khác (tấn) |
| ------------------- | ------------- | ------------------ | ------------------------------- | ------------- | ---------------- | ------------------- |
| Giai đoạn 1955-1960 | 49.585        | 4.105              | 45.480                          | 29.996        | 19.589           |                     |
| Giai đoạn 1960-1964 | 70.295        | 230                | 70.065                          | 47.223        | 22.982           | 442                 |
| Giai đoạn 1965-1968 | 517.393       | 105.614            | 411.779                         | 226.969       | 170.798          | 119.626             |
| Giai đoạn 1969-1972 | 1.000.796     | 316.130            | 684.666                         | 143.793       | 761.001          | 96.002              |
| Giai đoạn 1973-1975 | 724.512       | 75.267             | 49.246                          | 65.601        | 620.354          | 38.557              |

Tính theo số lượng:
| Phân loại            | Đơn vị tính | Liên Xô      | Trung Quốc   | Các nước XHCN khác |
| -------------------- | ----------- | ------------ | ------------ | ------------------ |
| Súng bộ binh         | khẩu        | 439.198      | 2.227.677    | 942.988            |
| Súng chống tăng      | khẩu        | 5.630        | 43.584       | 16.412             |
| Súng cối các loại    | khẩu        | 1.076        | 24.134       | 2.759              |
| Pháo hỏa tiễn        | khẩu        | 1.877        | 290          |                    |
| Pháo mặt đất         | khẩu        | 789          | 1.376        | 263                |
| Pháo cao xạ          | khẩu        |              | 3.229        | 614                |
| Bộ điều khiển        | bộ          | 647          |              |                    |
| Bệ phóng tên lửa     | chiếc       | 1.357        |              |                    |
| Đạn tên lửa          | quả         | 10.169       |              |                    |
| Tên lửa SA-2         | hệ thống    | 65           |              |                    |
| Đạn tên lửa VT 50v   | quả         | 8.686        |              |                    |
| Tên lửa Hồng Kỳ      | quả         |              | 1 trung đoàn |                    |
| Tên lửa S125         | quả         | 2 trung đoàn |              |                    |
| Đạn tên lửa K681     | quả         | 480          | 480          |                    |
| Máy bay chiến đấu    | chiếc       | 316          | 142          |                    |
| Tàu chiến hải quân   | chiếc       | 52           | 30           |                    |
| Tàu vận tải hải quân | chiếc       | 21           | 127          |                    |
| Xe tăng các loại     | chiếc       | 687          | 552          | 10                 |
| Xe vỏ thép           | chiếc       | 601          | 360          |                    |
| Xe xích kéo pháo     | chiếc       | 1.332        | 322          | 758                |
| Xe chuyên dùng       | chiếc       | 498          | 6.524        | 2.502              |
| Phao cầu             | bộ          | 12           | 15           | 13                 |
| Xe máy công trình    | chiếc       | 100          | 3.430        | 650                |
| Ống dẫn dầu          | bộ          | 56           | 11           | 45                 |
| Thiết bị toàn bộ     | bộ          | 37           | 36           | 3                  |